# 茶色雕

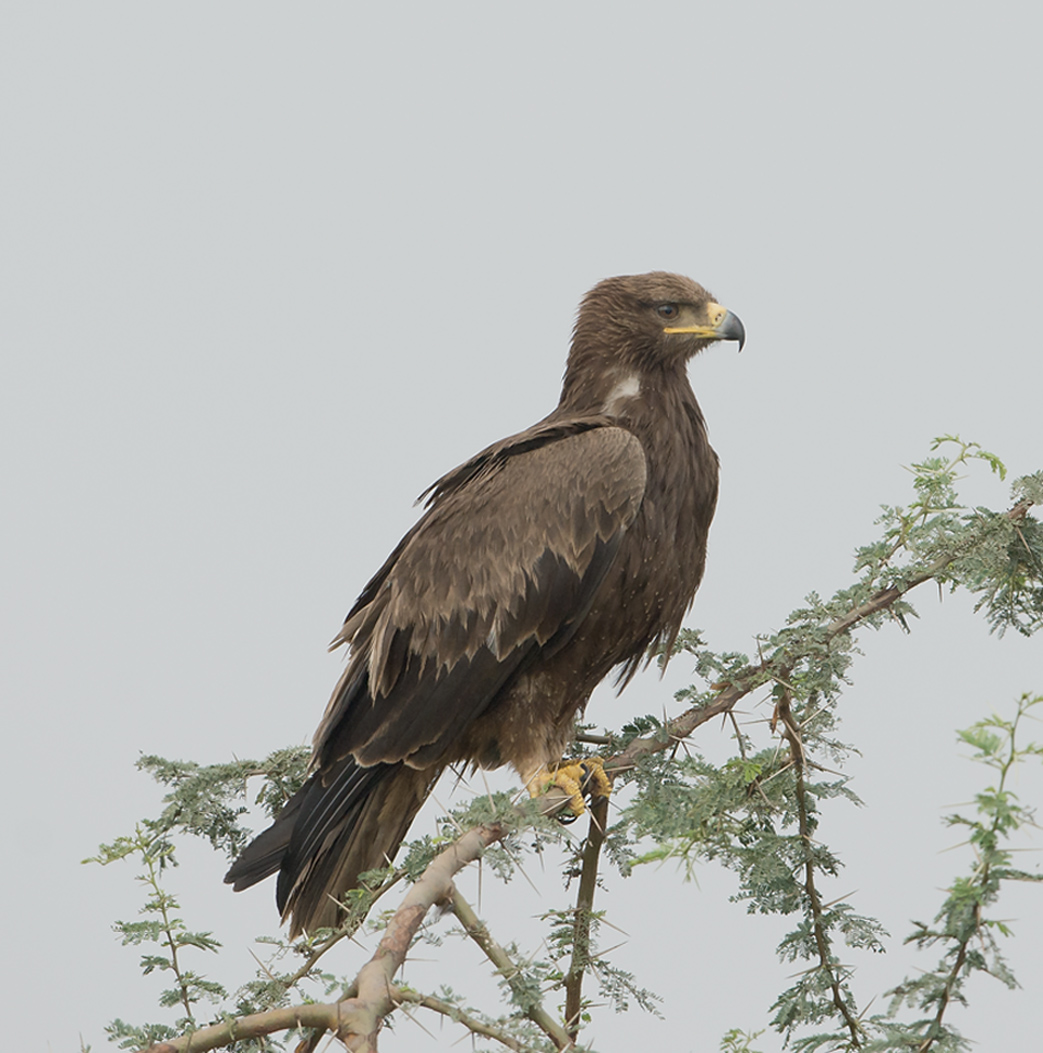
主要分布在印度和亚洲部分地区的亚种（A. r. vindhiana.）

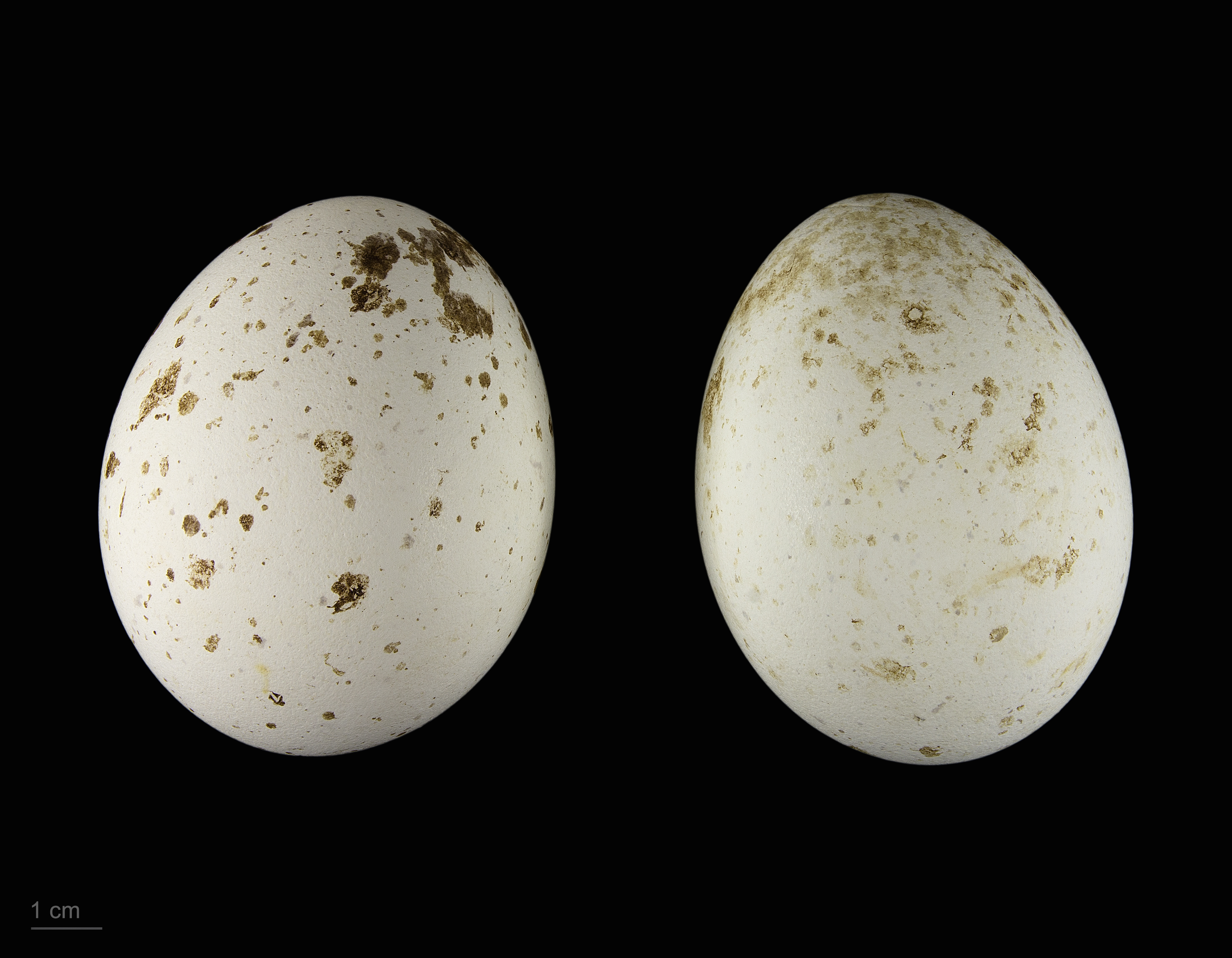
卵（A. r. belisarius）

茶色雕（英語：Tawny eagle），别称草原鹰、黑鵰、花鵰、塔斯、乌小猊、小花皂雕，为鹰科鵰属的鸟类，分布在非洲和南亚地区。一般生活于草原和山脉。该物种的模式产地在非洲南部。

## 描述
草原雕长度为60-75厘米，翼展159-190厘米。重量范围1.6〜3千克。它身体上半部为黄褐色，有黑色的飞羽及尾羽。腰背部颜色较浅。
幼鸟颜色与成鸟相比对比不明显，但也表现出颜色的变化。